# Partition du Vietnam

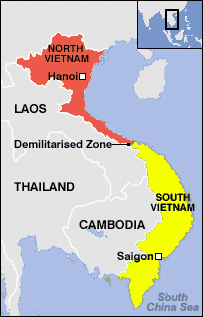
Carte montrant la partition du Vietnam et la zone démilitarisée séparant les deux États (1954-1976).

La partition du Vietnam est effectuée le 21 juillet 1954 après la guerre d'Indochine et les accords de Genève, divisant le Vietnam en deux États souverains : au nord, la république démocratique du Viêt Nam (dit « Nord-Viêt Nam », régime communiste sous l'influence de l'Union soviétique et Chine) et au sud, l'État du Viêt Nam puis la république du Viêt Nam (dit « Sud-Viêt Nam », régime anticommuniste et capitaliste sous l'influence des États-Unis). 
Elle suivait alors le tracé du 17e parallèle nord et représente un des points culminants de la guerre froide entre les États-Unis et l'Union soviétique. Par ailleurs, les États-Unis et l'État du Viêt Nam — créé par les Français en 1949 en remettant au pouvoir l'ancien empereur Bảo Đại (déposé par Ngô Đình Diệm en 1955), plus tard la République du Viêt Nam — ne signèrent pas les accords de Genève de 1954. A noter que l'État du Vietnam a été créé en tant qu'État indépendant au sein de l'Union française et que son indépendance a été achevée le 4 juin 1954 avant la signature des accords de Genève et la prise de contrôle du Nord par les communistes, la République du Vietnam avait donc le droit refuser les élections générales en juillet 1956 comme stipulé dans les accords de Genève. Le Nord-Viêt Nam a également été confronté à un nettoyage de classe et à une répression politique en raison de la réforme agraire, rendant les élections libres impossibles,,,.
Le non-respect des accords d'armistice, son pouvoir de plus en plus dictatorial et la création de l’Organisation du Traité de l’Asie du Sud-Est (OTASE), un pacte défensif anticommuniste sous l'égide des États-Unis, englobant le Sud du Viêt Nam, conduisent à la création du Front national de libération du Sud Viêt Nam c'est-à-dire un Viêt Cộng, une organisation fondée et contrôlée par le Nord pour s'opposer au gouvernement du Sud-Viêt Nam, et mènent à la guerre du Viêt Nam, qui se soldera par la victoire du Viêt Cong (Gouvernement révolutionnaire provisoire de la république du Sud Viêt Nam) et du Nord le 30 avril 1975. Le Viêt Nam est réunifié le 2 juillet 1976 par une élection générale nationale pour devenir la République socialiste du Viêt Nam, un pays communiste,.